# Монтекуко (Пезаро и Урбино)
Монтекуко је насеље у Италији у округу Пезаро и Урбино, региону Марке.
Према процени из 2011. у насељу је живело 40 становника. Насеље се налази на надморској висини од 222 м.